# Сент-Круа-сюр-Езьє
Сент-Круа́-сюр-Езьє́ (фр. Sainte-Croix-sur-Aizier) — колишній муніципалітет у Франції, у регіоні Нормандія, департамент Ер. Населення — 264 осіб (2011).
Муніципалітет був розташований на відстані близько 140 км на північний захід від Парижа, 35 км на захід від Руана, 60 км на північний захід від Евре.

## Історія
До 2015 року муніципалітет перебував у складі регіону Верхня Нормандія. Від 1 січня 2016 року належав до нового об'єднаного регіону Нормандія.
1 січня 2016 року Сент-Круа-сюр-Езьє і Бурневіль було об'єднано в новий муніципалітет Бурневіль-Сент-Круа.

## Демографія
Динаміка населення (INSEE ):
Розподіл населення за віком та статтю (2006):
| Стать | Всього | До 15 років | 15-24 | 25-44 | 45-64 | 65-85 | Понад 85 |
| --- | ------ | ----------- | ----- | ----- | ----- | ----- | -------- |
| Чоловіки | 116    | 24          | 4     | 48    | 28    | 12    | 0        |
| Жінки | 116    | 36          | 0     | 52    | 16    | 12    | 0        |
| \| Статево-вікова піраміда \| Статево-вікова піраміда \| Статево-вікова піраміда \| \| ----------------------- \| ----------------------- \| ----------------------- \| \| Чоловіки \| Вік \| Жінки \| \| 0 \| 85 + \| 0 \| \| 4 \| 80-84 \| 0 \| \| 4 \| 75-79 \| 8 \| \| 0 \| 70-74 \| 0 \| \| 4 \| 65-69 \| 4 \| \| 12 \| 60-64 \| 8 \| \| 0 \| 55-59 \| 0 \| \| 0 \| 50-54 \| 4 \| \| 16 \| 45-49 \| 4 \| \| 16 \| 40-44 \| 16 \| \| 12 \| 35-39 \| 12 \| \| 16 \| 30-34 \| 20 \| \| 4 \| 25-29 \| 4 \| \| 0 \| 20-24 \| 0 \| \| 4 \| 15-20 \| 0 \| \| 8 \| 10-14 \| 12 \| \| 4 \| 5-9 \| 12 \| \| 12 \| 0-4 \| 12 \| |        |             |       |       |       |       |          |
| Статево-вікова піраміда |        |             |       |       |       |       |          |
| Чоловіки | Вік    | Жінки       |       |       |       |       |          |
| 0 | 85 +   | 0           |       |       |       |       |          |
| 4 | 80-84  | 0           |       |       |       |       |          |
| 4 | 75-79  | 8           |       |       |       |       |          |
| 0 | 70-74  | 0           |       |       |       |       |          |
| 4 | 65-69  | 4           |       |       |       |       |          |
| 12 | 60-64  | 8           |       |       |       |       |          |
| 0 | 55-59  | 0           |       |       |       |       |          |
| 0 | 50-54  | 4           |       |       |       |       |          |
| 16 | 45-49  | 4           |       |       |       |       |          |
| 16 | 40-44  | 16          |       |       |       |       |          |
| 12 | 35-39  | 12          |       |       |       |       |          |
| 16 | 30-34  | 20          |       |       |       |       |          |
| 4 | 25-29  | 4           |       |       |       |       |          |
| 0 | 20-24  | 0           |       |       |       |       |          |
| 4 | 15-20  | 0           |       |       |       |       |          |
| 8 | 10-14  | 12          |       |       |       |       |          |
| 4 | 5-9    | 12          |       |       |       |       |          |
| 12 | 0-4    | 12          |       |       |       |       |          |

## Економіка
2010 року серед 170 осіб працездатного віку (15—64 років) 134 були активними, 36 — неактивними (показник активності 78,8%, у 1999 році було 73,3%). З 134 активних мешканців працювала 121 особа (66 чоловіків та 55 жінок), безробітними було 13 (6 чоловіків та 7 жінок). Серед 36 неактивних 12 осіб було учнями чи студентами, 12 — пенсіонерами, 12 були неактивними з інших причин.

У 2010 році в муніципалітеті числилось 104 оподатковані домогосподарства, у яких проживали 276,5 особи, медіана доходів виносила 20 484 євро на одного особоспоживача